# Veteran Arena Olomouc
Veteran Arena Olomouc is een museum in de Tsjechische stad Olomouc, in de wijk Pavlovičky. Het is een techniekmuseum voornamelijk gericht op historische auto's en motoren uit Tsjecho-Slowakije, maar heeft ook andere historische technische collecties, zoals 380 historische telefoontoestellen. Het museum moet niet verward worden met het Muzeum veteránů, een automuseum in nabij gelegen Slatinice.